# Budowo (gromada)
Budowo – dawna gromada, czyli najmniejsza jednostka podziału terytorialnego Polskiej Rzeczypospolitej Ludowej w latach 1954–1972.
Gromady, z gromadzkimi radami narodowymi (GRN) jako organami władzy najniższego stopnia na wsi, funkcjonowały od reformy reorganizującej administrację wiejską przeprowadzonej jesienią 1954 do momentu ich zniesienia z dniem 1 stycznia 1973, tym samym wypierając organizację gminną w latach 1954–1972.
Gromadę Budowo z siedzibą GRN w Budowie utworzono – jako jedną z 8759 gromad na obszarze Polski – w powiecie słupskim w woj. koszalińskim na mocy uchwały nr 43/54 WRN w Koszalinie z dnia 5 października 1954. W skład jednostki weszły obszary dotychczasowych gromad Budowo, Niepoględzie i Gałęzów ze zniesionej gminy Motarzyno oraz obszar dotychczasowej gromady Jawory ze zniesionej gminy Nożyno w tymże powiecie. Dla gromady ustalono 10 członków gromadzkiej rady narodowej.
31 grudnia 1959 gromadę Budowo przyłączono do powiatu bytowskiego w tymże województwie; równocześnie włączono do niej obszar zniesionej gromady Motarzyno w tymże powiecie.
Gromada przetrwała do końca 1972 roku, czyli do kolejnej reformy gminnej. 1 stycznia 1973 w powiecie bytowskim utworzono gminę Budowo (zniesioną 1 lipca 1976).